# Catherine Serebriakoff
Catherine Serebriakoff, francesizzazione di Ekaterina Borisovna Serebrjakova (in russo Екатерина Борисовна Серебрякова?; Neskučnoe, 28 giugno 1913 – Parigi, 22 agosto 2014), è stata una pittrice russa naturalizzata francese.
Nata nelle vicinanze di Char'kov (Charkiv), venne esiliata in Francia dopo la rivoluzione russa e praticò con il suo fratello Alexandre la rara specialità della ritrattistica degli interni, lasciando una testimonianza minuziosa delle decorazioni delle case nelle quali visse l'alta società parigina dagli anni 1930 agli anni 1970.

## Biografia
Ekaterina Serebrjakova era la figlia di Boris Anatol'evič Serebrjakov e della pittrice Zinaida Evgen'evna Serebrjakova. Lasciando definitivamente la Russia sovietica tra il 1925 e il 1928 con il suo fratello maggiore, Alexandre, Catherine Serebriakoff raggiunse sua madre a Parigi. Assieme ad Alexandre e per guadagnarsi da vivere, realizzava dei disegni e degli acquerelli per delle decorazioni teatrali, per i balletti e i film. La meticolosità e il realismo di questi lavori fecero sì che entrambi fossero notati dagli esponenti ricchi dell'alta società, soprattutto Charles de Beistegui, che ebbe l'idea di far realizzare delle serie di acquerelli che rappresentavano delle dimore e le sue decorazioni effimere di feste e balli in costume, come facevano i grandi collezionisti e aristocratici del XIX secolo. Egli commissionò loro in particolare delle vedute dipinte di varie parti del suo hôtel particulier della rue de Constantine, a Parigi.
Da allora Catherine si inserì in una tradizione minore ma ricercata della pittura russa, quella della ritrattistica d'interni. Con l'acquerello o talvolta con il guazzo, su dei fogli che raramente superavano il formato raisin, l'artista dipingeva oggetto dopo oggetto, mobile dopo mobile, la decorazione di una stanza, di un salotto, di una camera, di una biblioteca, di un giardino d'inverno. La precisione è sovente quasi fotografica.
I guazzi e gli acquerelli sono generalmente il frutto di una collaborazione tra il fratello e la sorella. Occasionalmente, le opere sono firmate dai due, ma più spesso appare solo il nome di Alexandre. Il più delle volte egli decideva la composizione generale, l'orientamento della luce e la disposizione dei mobili, mentre Catherine curava nei minimi dettagli gli ornamenti, i quadri, i bronzi sui mobili, gli arazzi e gli oggetti d'arte. Alcune opere dei Serebriakoff, in particolare la serie degli interni realizzati nel castello di Groussay, sono considerate paragonabili agli album reali della fine del XIX secolo.
Grazie al mecenatismo di Charles de Beistegui, i Serebriakoff furono presentati ad architetti e decoratori eminenti della loro epoca, come Jean-Michel Frank, Emilio Terry, Stéphane Boudin, Georges Geffroy, Madeleine Castaing... Lavorarono per dei membri dell'alta società parigina, dei quali rappresentarono i luoghi dove vivevano, hôtel particulier e castelli: le commissioni vennero loro assegnate, tra l'altro, da Arturo Lopez-Willshaw e sua moglie, il duca e la duchessa di Windsor, il barone Alexis de Redé, Charles de Beistegui, i Rothschild, gli Schneider, Roland Tree e sua moglie a Ditchley.
Catherine Serebriakoff fece anche delle opere da sola, in genere degli acquerelli dei castelli o delle ville commissionati dai loro proprietari. Il suo lavoro mostra la stessa minuziosità. Catherine morì nel 2014 a Parigi, all'età di 101 anni, e venne sepolta nel cimitero russo di Sainte-Geneviève-des-Bois, dove riposavano già sua madre e suo fratello.